# Здание органов госбезопасности на Лубянке
Здание на Лубянской площади в Москве, с 1919 года служащее основным зданием органов госбезопасности СССР, а потом и России, было построено в конце XIX века по заказу страхового общества «Россия» как доходный дом. Работами руководили архитекторы Николай Проскурнин, Александр Иванов, Виктор Величкин. После Октябрьской революции здание перешло в ведение ВЧК. В 1932—1933 годах для увеличившегося аппарата спецслужб архитекторы Аркадий Лангман и Иван Безруков достроили корпус со стороны Фуркасовского переулка. В 1944—1948 годах архитектор Алексей Щусев приступил к полной реконструкции зданий, чтобы расширить и объединить разрозненные корпуса единым фасадом. Он перестроил левую часть комплекса, но симметричный облик дом получил только в 1980-х годах под руководством архитектора Глеба Макаревича.

## История

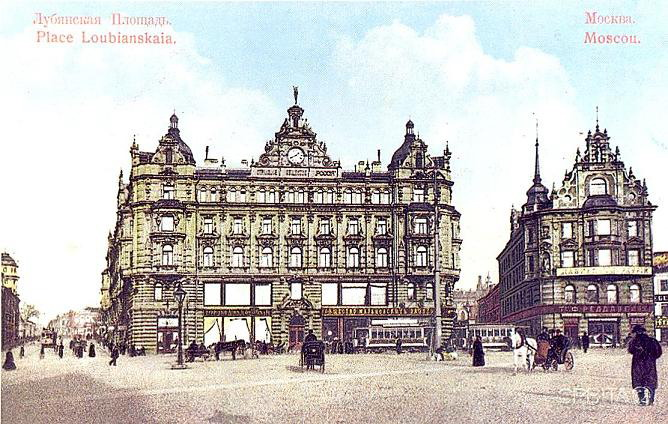
Доходные дома страхового общества «Россия», XX век

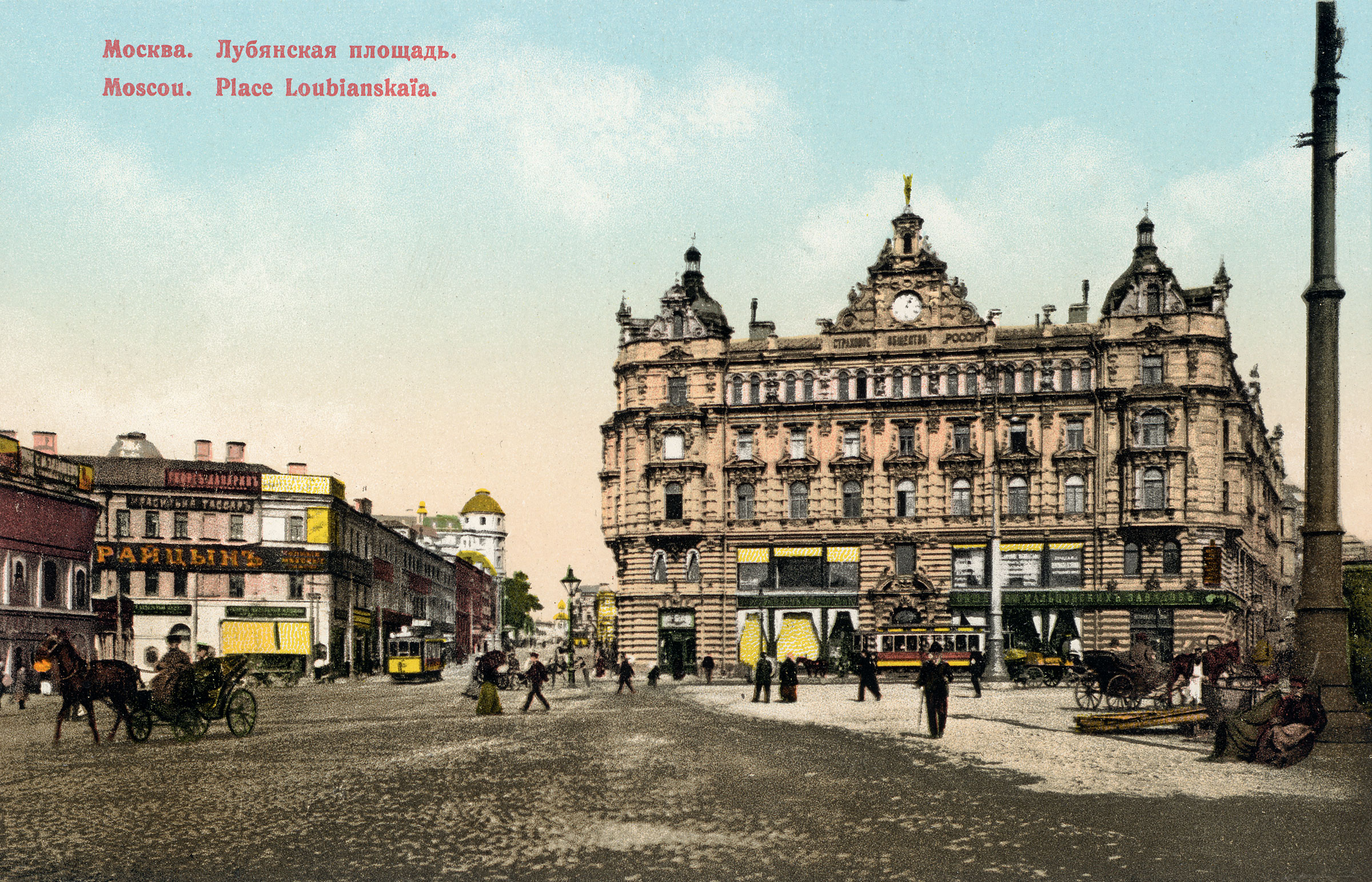
Вид Лубянской площади, начало XX века

### Дом общества «Россия»
В XVIII веке большое владение напротив Лубянской площади принадлежало князьям Дадиани. Согласно плану 1772 года, в глубине участка располагалась просторная каменная двухэтажная усадьба. Строение имело смешанные барочные и классицистические формы. На границе находились корпуса, которые занимали различные магазины. Комплекс пострадал во время пожара 1812 года, и обгоревшие строения выкупил с аукциона заводчик Фёдор Семёнович Мосолов. Он имел большую коллекцию картин Питера Рубенса, Антонио Корреджо, Харменса Рембрандта, Антониса Ван Дейка, Диего Веласкеса и других. По свидетельству драматурга Степана Жихарёва, своё собрание Мосолов разместил в приобретённой московской усадьбе.
После кончины хозяина в 1840 году имение на Лубянке перешло по наследству к его вдове, а в 1857-м — к племяннику Семёну Николаевичу Мосолову. Он устроил в стенах дома частную галерею, где расположил собрание гравюр и картин. После смерти Мосолова в 1880-м коллекцию и усадьбу получил в собственность его сын Николай Семёнович, завещавший коллекцию Румянцевскому музею — сейчас гравюрная коллекция Мосолова хранится в ГМИИ имени А. С. Пушкина. В этот период на участке располагалось несколько строений, занятых меблированными комнатами, гастрономом, Варшавским страховым обществом, фотоателье Фридриха Мебиуса и трактиром. Публицист Владимир Гиляровский в книге «Москва и москвичи» так описывает доходный дом: 

Номера все были месячные, занятые постоянными жильцами. <...> Узенькие, вроде тоннеля, коридорчики, со специфическим «нумерным» запахом. Коридорные беспрерывно неслышными шагами бегали с плохо лужёнными и нечищеными самоварами в облаках пара, с угаром, в номера и обратно. <...> Понемногу на место вымиравших помещиков номера заселялись новыми жильцами, и всегда на долгие годы. Здесь много лет жили писатель С. Н. Филиппов и доктор Добров, жили актёры-москвичи, словом, спокойные, небогатые люди, любившие уют и тишину.
В апреле 1894 года имение Николая Мосолова общей площадью более тысячи квадратных саженей выкупило страховое общество «Россия» за 475 тысяч рублей. По сообщениям журнала «Зодчий», правление конторы совместно с французским Международным обществом спальных вагонов и больших европейских гостиниц намеревалось возвести на этом месте отель. Предполагалось, что комплекс станет конкурентом премиального отеля «Националь», располагающегося неподалёку. Работами должен был руководить архитектор Ж. Шедан. Тем не менее параллельно с этим страховое общество устроило открытый архитектурный конкурс в Москве для создания проекта гостиницы, на который среди прочих свои работы представили А. В. Иванов, П. К. Бергштрессер, А. А. Гимпель, Н. М. Проскурнин и другие. Правление страховой компании отдало предпочтение совместной идее Бергштрессера, Гимпеля и Проскурнина. Но в этот же период в ходе переговоров с французской стороной приняли окончательное решение поручить разработку чертежей Шедану. В Москве руководить работами должен был Александр Иванов при участии Николая Проскурнина.
Вскоре после возведения фундамента нового дома отношения между русскими и французскими партнёрами разладились, поэтому руководство общества «Россия» перепоручило работы русским архитекторам Проскурнину, Иванову и Величкину. При этом часть построенных стен пришлось демонтировать, остальную — приспособить под новый проект: вместо гостиницы решили возвести пятиэтажный доходный дом в стиле эклектика. Строительные работы завершили в 1902 году (по другим данным — в 1898-м). Со стороны площади фасад украсили надписью: «Страховое общество Россия». Аттик декорировали башенками, на одной из которых установили массивные часы. По бокам от них располагались лепные женские фигуры «Справедливость» и «Утешение».
Первые этажи заняли книжная лавка Наумова, магазин швейных машин Попова и другие торговые лавки, верхние предназначались для съёмных апартаментов. Всего была 51 меблированная квартира, рассчитаная на состоятельных постояльцев, стоимость аренды могла достигать четырёх тысяч рублей в год. Общий ежегодный доход компании от аренды превышал 160 тысяч рублей. В разное время в стенах дома жили пианист Константин Игумнов и генетик Владимир Эфроимсон, помещалась женская гимназия Н. Е. Шписс.
В 1902 году справа от здания через улицу Малая Лубянка по проекту архитектора Александра Иванова построили четырёхэтажный корпус в пару к первому. В нём разместили контору грузовой компании «Кавказ и Меркурий». Во внутреннем дворе находилось отдельно стоящее здание, которое занимал отель «Империалъ».

### Здание органов госбезопасности

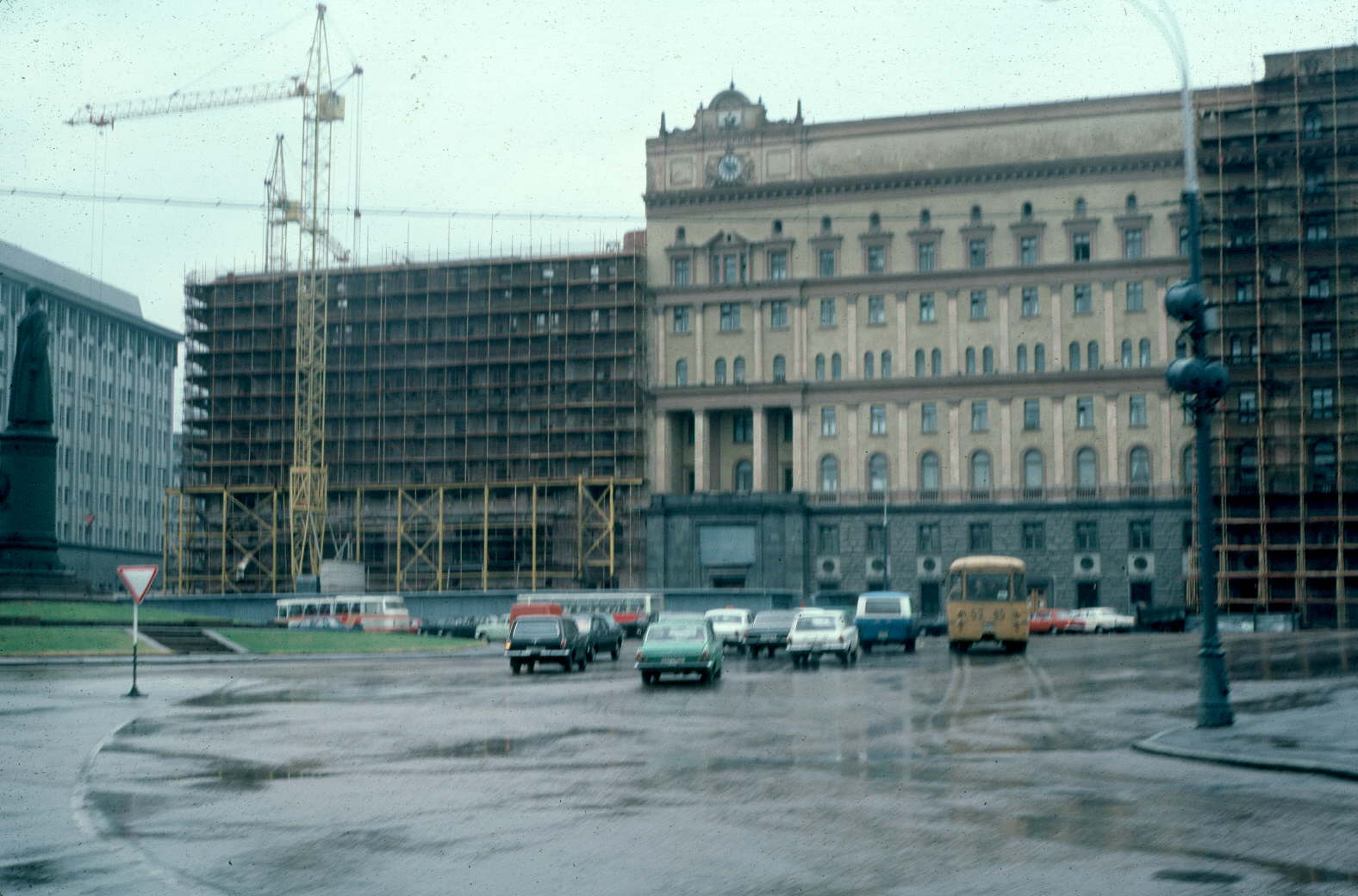
Реконструкция левого крыла здания органов госбезопасности на Лубянке, 1983 год

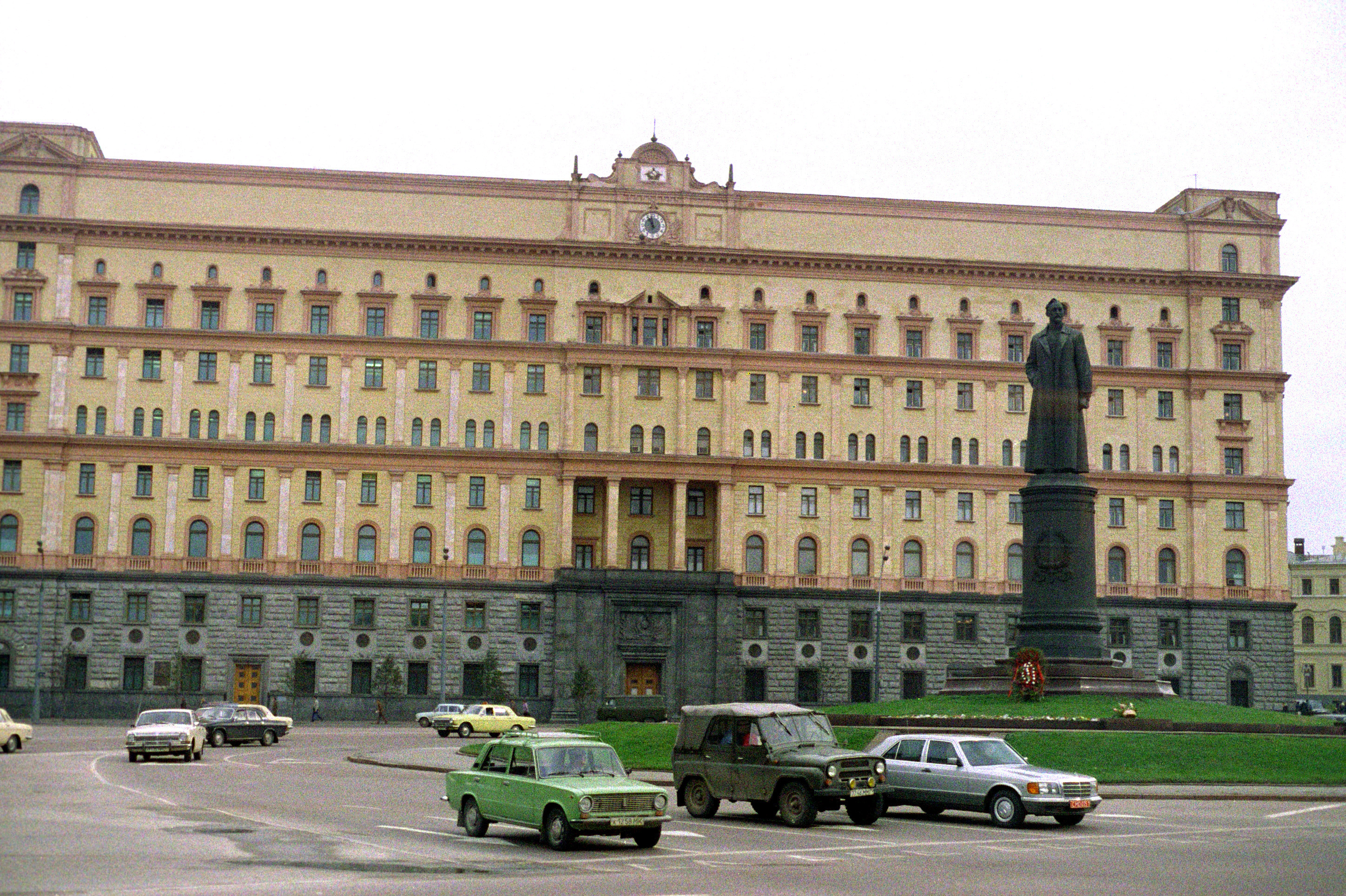
Здание руководства КГБ на Лубянке в 1985 году

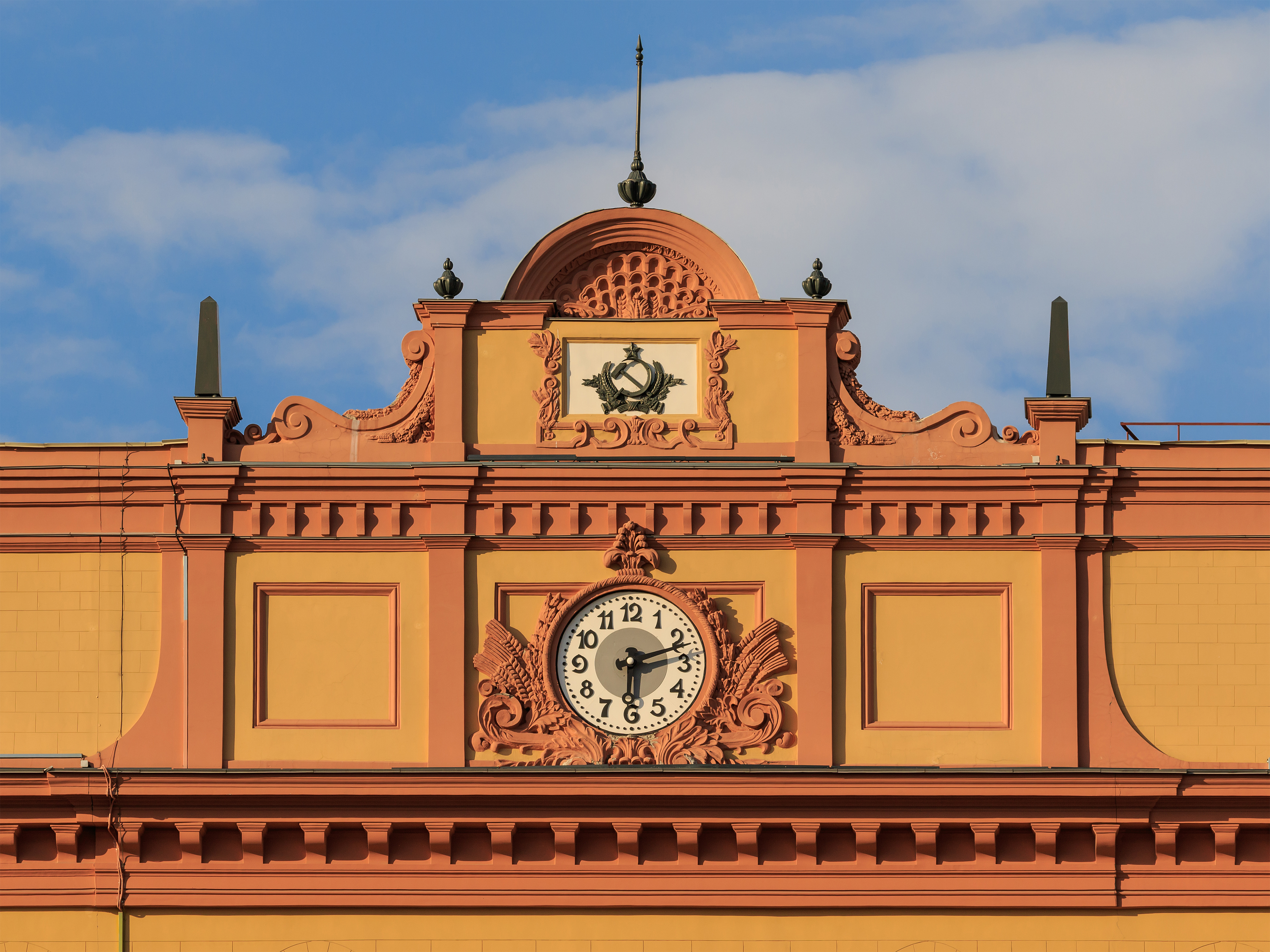
Часы на здании госбезопасности на Лубянке, 2017 год

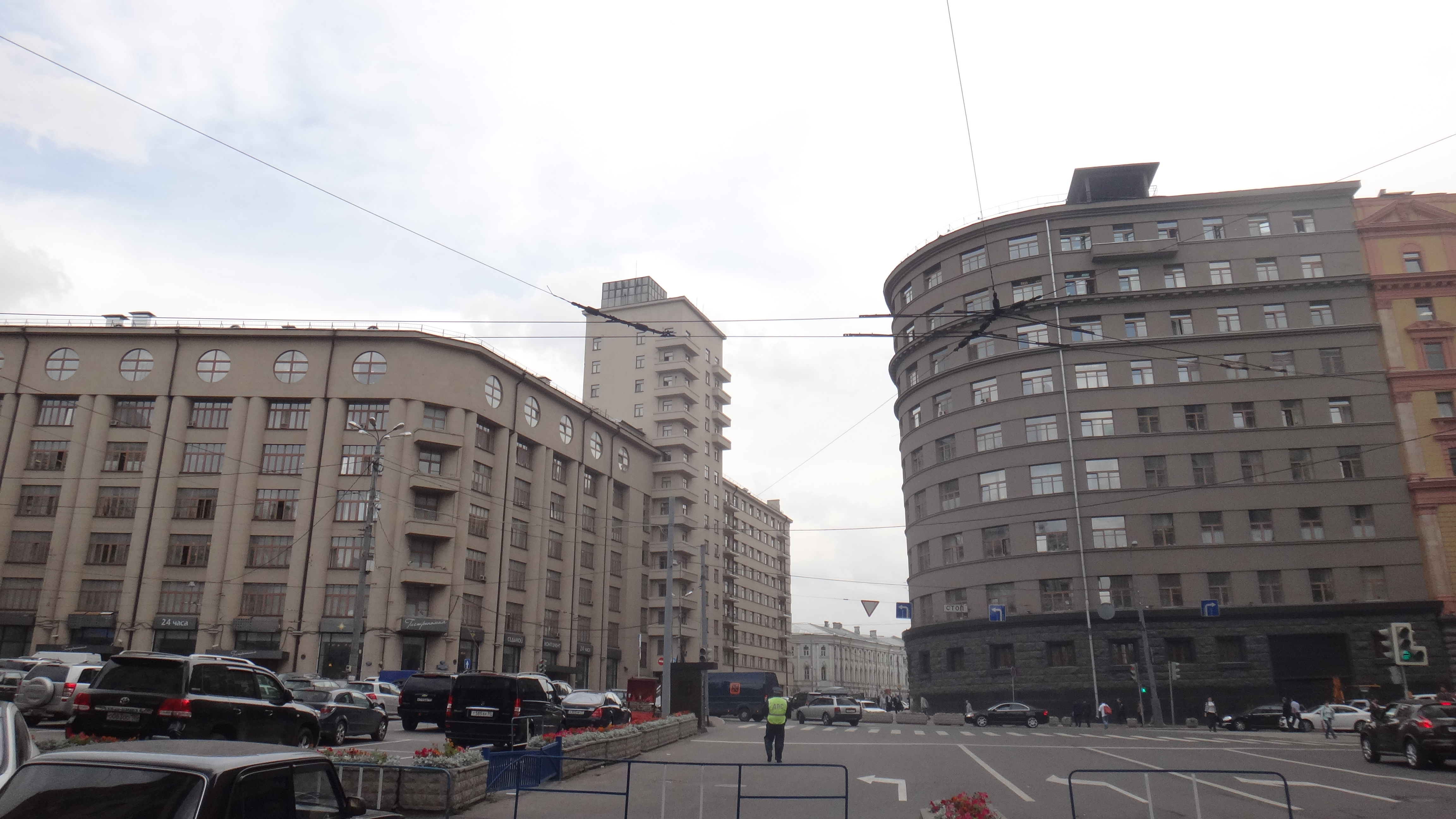
Вид на Фуркасовский переулок, справа — корпус, возведённый Аркадием Лангманом, 2012 год

Декретом Совнаркома от 1918 года были ликвидированы частные страховые организации, их недвижимость и имущество национализировали. В мае 1919-го здание передали в ведение Московского совета профсоюзов. Однако через несколько дней распоряжение отменили, и после выселения последних жильцов дом занял Особый отдел Московской ЧК. В течение нескольких месяцев в помещения переехал весь центральный аппарат ВЧК под управлением Феликса Дзержинского. В 1920 году отдельно стоящее здание во дворе переоборудовали под внутреннюю тюрьму. Весь комплекс находился в непосредственном ведении Лубянского квартального хозяйства, в собственности которого к 1921-му числилось более сотни домов.
В дальнейшем органы госбезопасности неоднократно преобразовывали и переименовывали: с 1921 года — ОГПУ, который в 1934-м вошёл в состав НКВД. Также в здании размещались НКГБ и МГБ в период существования отдельных ведомств госбезопасности. В 1946-м НКВД преобразовали в МВД, на базе которого с 1954-го функционировал КГБ СССР. После распада СССР в здании на Лубянской площади располагались главные российские спецслужбы, также неоднократно менявшие официальные названия. С 1996 года комплекс занимает ФСБ.
Аппарат органов госбезопасности постоянно расширялся. Если в 1928 году в конторе работало около 2,5 тысяч человек, то к январю 1940-го штат насчитывал уже 32 тысячи. По мере роста числа служащих требовалось расширение помещений. В 1932—1933 годах позади бывшего дома страхового общества архитекторы Аркадий Лангман и Иван Безруков возвели дополнительный корпус в стиле конструктивизм. Он имел форму буквы «Ш», его скруглённые углы дома выходили на улицы Большая и Малая Лубянки. Со стороны Фуркасовского переулка главный фасад оформили рустом и облицевали чёрным лабрадором, над входом поместили герб СССР. Современники указывали на архитектурные недостатки корпуса: нарушение целостности ансамбля и отсутствие единой стилистики. Первый этаж новопостроенного дома соединили с бывшим комплексом страхового общества «Россия». Помещения заняли иностранный, транспортный, учётно-статистический отделы, главное управление пограничной охраной, архив, библиотека и другие службы. По новой нумерации новопостроенное здание получило номер 4, снесённые постройки ранее имели номера 6 и 10, поэтому они больше не числятся на улице Большая Лубянка. В этот же период здание внутренней тюрьмы надстроили четырьмя этажами.
В 1939 году архитектору Алексею Щусеву поручили реконструировать старые постройки. Изначально предполагали проект шестиэтажного здания, богато декорированного в верхней части. Однако позднее оформление сделали скромнее. Эскиз утвердил народный комиссар Лаврентий Берия ещё в 1940-м, но из-за Великой Отечественной войны строительные работы отложили. 20 октября 1941 года в Москве ввели осадное положение. В этот период большую часть аппарата эвакуировали в Куйбышев, но в городе оставались чекисты на которых возлагалась задача охраны в столице общественного порядка, а 22 октября им была поставлена задача в случае прорыва неприятеля вести с ним бои в черте города. В Куйбышев среди прочих в отдельных вагонах решили вывезти часть заключённых. Согласно «Московскому плану» НКВД, комплекс на Лубянке был заминирован и подлежал сносу в случае захвата города. Мины извлекли только в 1942-м.
К реконструкции комплекса под руководством Щусева смогли приступить в 1944 году. Архитектор предложил прервать Малую Лубянку, чтобы объединить два здания в одно и соорудить второй внутренний двор. Нижний этаж строения оформили серым гранитом, верхние ярусы простой ордерной структуры покрыли бежево-розовой штукатуркой. Она сочеталась с цветом пилястр, выполненных из болнисского туфа. Архитектурная композиция получила положительные отзывы современников. Некоторые исследователи указывают на сходство проекта с Палаццо делла Канчеллерия в Риме. Самому Щусеву приписывают следующее высказывание относительно оформления дома: «Попросили меня построить застеночек, ну я и построил им тюрьму повеселее».
К 1948-му была реконструирована только правая часть комплекса, сохранившая оформление заднего фасада. Также возвели центральный сектор дома, декорированный лоджией над парадным входом. Главный фасад украсили часами, демонтированными с лютеранской церкви Петра и Павла в Старосадском переулке. Слева вплотную к строению примыкал старый корпус страхового общества, который был надстроен двумя этажами, но сохранил бо́льшую часть оформления. Здания объединили единым фасадом только в 1983—1985 годах по указу генерального секретаря Юрия Андропова. При этом бывший дом страхового общества полностью реконструировали под руководством архитектора Глеба Макаревича.
Параллельно с реконструкцией старого комплекса в 1979—1982 годах на противоположной стороне Большой Лубянки группа архитекторов под началом Макаревича возвела новое здание, куда переехало руководство КГБ СССР. Однако старый комплекс продолжали использовать для размещения административных служб органов госбезопасности. По состоянию на 2022-й дом относится к ведению Федеральной службы безопасности России.

## Внутренняя тюрьма

### Устройство и воспоминания
С 1920 года на территории комплекса действовала внутренняя тюрьма, значительно расширенная архитектором Аркадием Лангманом десятилетием позднее. В камерах содержали «наиболее важных контрреволюционеров и шпионов на то время, пока ведётся по их делам следствие, или тогда, когда в силу известных причин необходимо арестованного совершенно отрезать от внешнего мира, скрыть его местопребывание». Предположительно, первыми узниками стали дети землевладельца Николая Егоровича Ленина Сергей и Ольга. В 1923 году в здании на Лубянке содержали патриарха Тихона. В разное время здесь сидели революционер Николай Бухарин, Лев Каменев, актёр Всеволод Мейерхольд, военачальники Михаил Тухачевский, Василий Блюхер, Александр Кутепов, авиаконструктор Андрей Туполев, венгерский политический деятель Бела Кун, один из лидеров польского подпольного государства Леопольд Окулицкий, писатели и поэты Осип Мандельштам, Александр Солженицын, Сергей Есенин, а также многие другие общественные и культурные деятели.
По состоянию на 1936 год в тюрьме насчитывалось 118 камер, 94 из которых были одиночными. Всего комплекс единовременно вмещал до 350 заключённых. Также в здании действовали кухня, душевая, дезкамера, вещевой и продуктовый склады, библиотека. При этом нумерация помещений была специально перепутана, чтобы задержанные не могли определить местоположение своей камеры. Большинство комнат имело «семь шагов в длину и три шага в ширину». Согласно некоторым данным, внутренние стены сделали полыми для исключения возможности перестукивания. Однако ряд исследователей считает, что во время одной из реконструкций строители приняли за пустоты специальные гипсовые решётки вентиляции, которые установил архитектор Лангман, пытаясь решить проблему уязвимости вентиляционных каналов. Закрытый прогулочный двор оборудовали на крыше, куда поднимались грузовые лифты и вели отдельные лестницы. В коридорах действовала особая система конвоирования, исключавшая случайную встречу допрашиваемых.
Порядки и атмосфера тюрьмы на Лубянке описана во множестве книг. Так, упоминания о ней встречаются в художественных романах «Жизнь и судьба», «Архипелаг ГУЛАГ» «В круге первом» и других. Кроме того, сохранилось много воспоминаний бывших арестованных о заключении в стенах Лубянки:
Возле камеры № 47 меня остановили. Открыли дверь и я вошёл в камеру. Стояла железная кровать, на ней матрасик и покрыта серым одеялом. Небольшой столик-тумбочка. В углу бачок, закрытый крышкой. Вот и всё оборудование. <...> Я подсчитал шаги в камере было вдоль 4 небольших шага, поперёк 3. <...> Окно было высоко. На окне был козырёк и я мог, прижавшись к окну, увидеть кусочек неба.Александр Максимович Зеленый
Наконец через две недели ожидания меня вызывают днём и ведут длинными коридорами и лестницами, почти комфортабельными, с ковровыми дорожками. Только пролёты клеток для чего-то густо зарешёчены. Догадываюсь: люди кончали с собой, бросаясь в пролёты.Валерия Дмитриевна Пришвина
Камеры во Внутренней тюрьме были очень разные: тюрьма эта была устроена из какой-то третьеклассной гостиницы, но размеры камер были далеко не одинаковы. В нормальные, не тюремные, окна были изнутри вделаны решётки, а стекла густо замазаны серовато-белой краской. Поэтому в камерах было темновато. Ещё гораздо темнее сделалось в них потом, когда на окна были наставлены снаружи жестяные щиты-ящики, окрашенные в серый цвет. Свет и воздух могли проникать в камеры только через небольшой продух вверху между щитом и окном; внизу и по бокам просвета не было. Кроме того, сами окна, из-за нелепо вставленных решёток, почти не открывались: можно было лишь чуть чуть приоткрывать их. Из-за этого, особенно после устройства щитов, в камерах бывало очень душно, а летом в переполненных камерах заключённые подчас просто задыхались. Мне говорили, что людей иногда вытаскивали из камер в полубессознательном состоянии. Сам я этого не видел, но, зная положение, охотно верю.Сергей Евгеньевич Трубецкой
На пленуме ЦК ВКП(б) 1937 года генеральный комиссар госбезопасности Николай Ежов подчеркнул необходимость «ажурной работы розыска», на заседании также высказали идеи об усилении «классовой борьбы». В связи с этим возросло количество репрессированных. Согласно учётным журналам, только за 1937 год в тюрьму на Лубянке были помещены 2857 человек, 24 из которых отпустили. Основную часть арестованных после допросов перевозили в Бутырскую или Лефортовскую тюрьмы.
По указаниям ряда историков и воспоминаниям заключённых, руководство внутренней тюрьмы активно применяло систему угнетения психики во время допросов. Так, были распространены беспрерывные дознания в течение нескольких суток. Однако к отдельным узникам применяли разные подходы. Николаю Бухарину позволили продолжить работу, и после заключения во внутреннюю тюрьму он написал четыре рукописи. Авиаконструктор Николай Поликарпов, пребывая на Лубянке, разрабатывал чертежи истребителя-моноплана И-16. Закрытый режим объекта стал причиной появления предположений о существовании десятиэтажных подвалов под домом, где расстреливали заключённых и действовал крематорий. Информация о подземных этажах и крематории не подтверждалась. Тюрьма изначально была основана как следственный изолятор, откуда узников переправляли в соответствии с приговором. Однако некоторые заключённые подтверждали, что в подвалах действительно казнили. За всю историю из здания на Лубянке не сбежал ни один арестованный.

### Закрытие тюрьмы
После смерти Сталина массовые аресты сократились, и к середине 1950-х годов действовало только 66 камер. По распоряжению главы КГБ Владимира Семичастного в 1961-м внутреннюю тюрьму ликвидировали. Последним заключённым стал американский лётчик Гэри Пауэрс, обвинявшийся в шпионаже. Существуют свидетельства, что тюрьма была закрыта четырьмя годами ранее, а Пауэрса содержали в одной из сохранившихся камер только во время ожидания встречи с американским послом. Большинство камер внутренней тюрьмы переоборудовали под 
кабинеты и столовую. В шести сохранившихся камерах оборудовали музей, куда можно попасть при наличии допуска к секретным документам.

## Современность

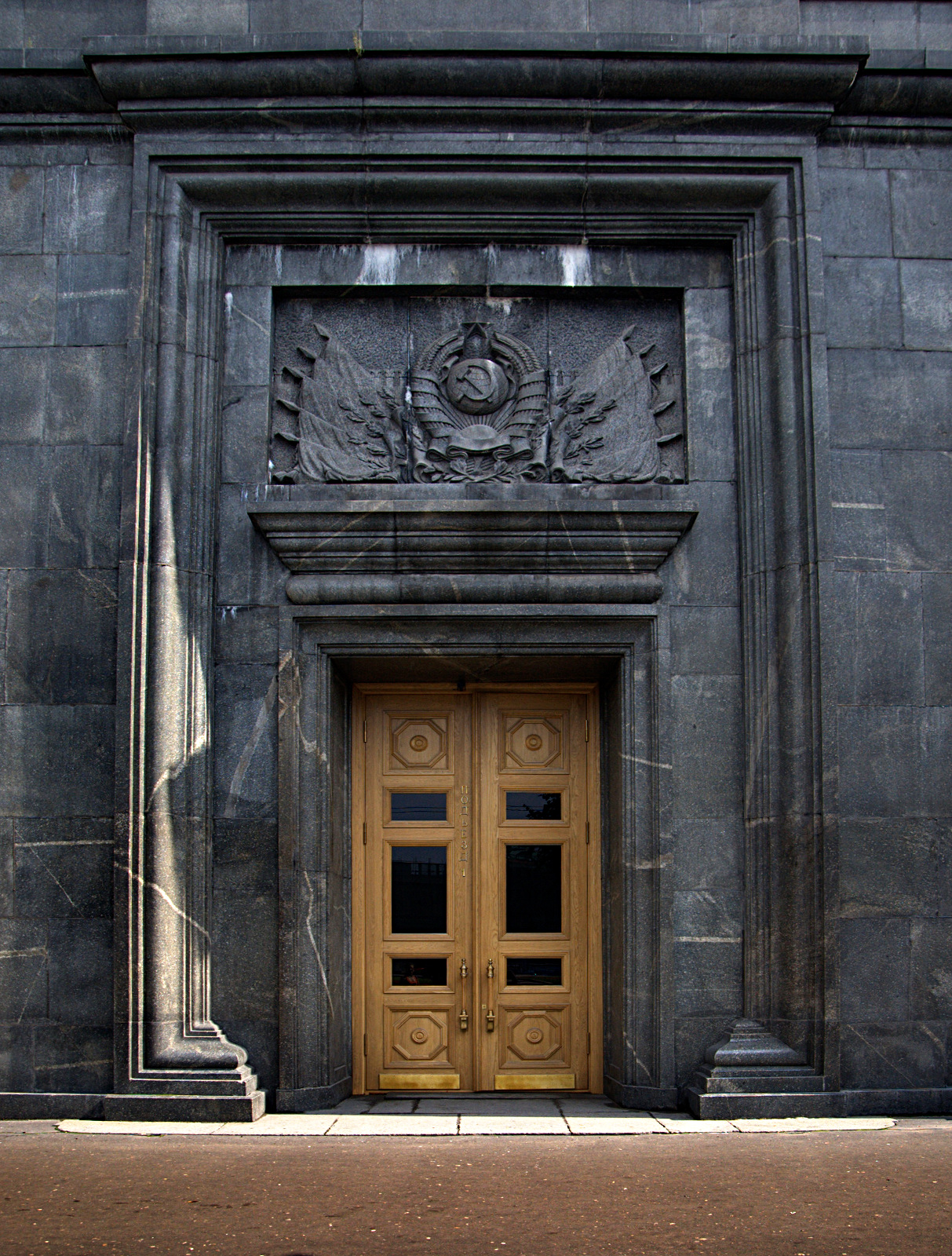
Парадный вход здания органов госбезопасности, 2008 год

В 2008 году крыло дома со стороны Мясницкой улицы получило статус объекта культурного наследия. В 2011-м в нём проходила реконструкция. В этот период появилась информация об установке на крыше дома вертолётной площадки. По словам руководителя Росохранкультуры Виктора Петракова, она существовала уже долгое время. Хотя кровля здания не относилась к предмету охраны, представители Мосгорнаследия заявили, что проект не был согласован и реконструкция проводилась без соответствующей документации. Подробности реставрации фасадов, проходившей в 2013—2014 годах, не разглашаются из-за секретного статуса объекта.
Благодаря деятельности госорганов, работавших в здании, топоним «Лубянка» стал нарицательным. В разное время появлялись фразеологизмы, связанные с домом. В 2015 году перед открытием реконструированного «Детского мира», который находится напротив, выпустили стилистическую рекламу: «Любишь ребёнка? Отведи на Лубянку». Она вызвала сильную негативную реакцию в обществе. Возле стен здания ФСБ и монумента «Соловецкий камень», расположенного поблизости, регулярно проходят митинги и пикеты. Так, в октябре 2018-го у дома проходили бессрочные одиночные митинги в поддержку заключённых по делам организаций «Новое величие» и «Сеть». В ноябре 2016 года художник Пётр Павленский провёл акцию — поджог парадного входа здания в качестве протеста «против непрерывного террора». Он был оштрафован за повреждение объекта культурного наследия, хотя позднее выяснилось, что оригинальную дверь давно сняли.  14 февраля 2020 года активисты организовали серию одиночных пикетов в поддержку осуждённых по делу «Сети». Организатором акции выступили активисты Rupression. У здания ФСБ собрались порядка двухсот человек, чтобы выразить протест против приговора фигурантам дела, которые получили от шести до 18 лет лишения свободы по делу о «террористическом сообществе»
14 марта 2020 года была попытка устроить серию одиночных пикетов против конституционной реформы. Активистов разогнали сотрудники МВД, задержали около 50 участников и организаторов.
5 ноября 2020 года художник-акционист Павел Крисевич, переодетый в Христа, был «распят» на кресте. Другие активисты в плащах с надписью «ФСБ» подожгли «тома уголовных дел», среди которых было дело Бориса Немцова, дело сестер Хачатрян и др. Крест был облит специальным веществом, которое может гореть и не вредить человеку. «МБХ медиа» сообщало, что таким образом Крисевич выразил поддержку политическим заключенным. Активиста задержали и арестовали на 15 суток
21 августа 2021 года прошли одиночные пикетов на Лубянке против признания СМИ иностранными агентами. Тогда были задержаны Юлия Старостина, Дарья Черкудинова, Ксения Миронова, Софья Гройсман, Андрей Ковалев и Андрей Бабицкий.
6 мая 2025 года журналист Григорий Потемкин вышел с плакатом "Враги рядом" к зданию ФСБ, после чего был сразу задержан. Вместе с ним задержали журналистку RusNews Юлию Петрову, которая снимала пикет. Потемкин вышел для поддержки ранее задержанной журналистки Sota.Vision Вероники Орловой и активиста Немцова моста Григория Саксонова

## Мемориальные знаки и монументы
- В 1958 году перед зданием установили памятник Феликсу Дзержинскому по проекту скульптора Евгения Вучетича[14]. Во время августовского путча 1991-го по распоряжению Моссовета монумент был демонтирован при большом скоплении народа[18][55][6]. Его перенесли в парк «Музеон», и в дальнейшем неоднократно возникали предложения о возвращении скульптуры на Лубянскую площадь[56][57][58].
- После смерти председателя КГБ Юрия Андропова на стене дома, где он работал, была установлена мемориальная доска. Её демонтировали во время событий августовского путча, но в 1999 году она была возвращена на прежнее место[59].
- Со стороны Мясницкой улицы на стене дома расположена мемориальная табличка, посвящённая архитектору Щусеву[44].